# Duperreya sericea
Duperreya sericea är en vindeväxtart som beskrevs av Charles Gaudichaud-Beaupré. Duperreya sericea ingår i släktet Duperreya och familjen vindeväxter. Inga underarter finns listade i Catalogue of Life.